# Diocesi di Gamboma
La diocesi di Gamboma (in latino: Dioecesis Gambomensis) è una sede della Chiesa cattolica nella Repubblica del Congo suffraganea dell'arcidiocesi di Brazzaville. Nel 2021 contava 135.000 battezzati su 236.600 abitanti. È retta dal vescovo Urbain Ngassongo.

## Territorio
La diocesi comprende il dipartimento degli Altopiani nella repubblica del Congo.
Sede vescovile è la città di Gamboma, dove si trova la cattedrale di San Pio X.
Il territorio è suddiviso in 13 parrocchie.

## Storia
La diocesi è stata eretta il 22 febbraio 2013 con la bolla Petrini muneris di papa Benedetto XVI, ricavandone il territorio dalla diocesi di Owando (oggi arcidiocesi).

## Cronotassi dei vescovi
Si omettono i periodi di sede vacante non superiori ai 2 anni o non storicamente accertati.
- Urbain Ngassongo, dal 22 febbraio 2013

## Statistiche
La diocesi nel 2021 su una popolazione di 236.600 persone contava 135.000 battezzati, corrispondenti al 57,1% del totale.
| anno | popolazione | popolazione | popolazione | presbiteri | presbiteri | presbiteri | presbiteri                | diaconi | religiosi | religiosi | parrocchie |
| anno | battezzati  | totale      | %           | numero     | secolari   | regolari   | battezzati per presbitero | diaconi | uomini    | donne     | parrocchie |
| ---- | ----------- | ----------- | ----------- | ---------- | ---------- | ---------- | ------------------------- | ------- | --------- | --------- | ---------- |
| 2013 | 110.000     | 193.000     | 56,9        | 15         | 13         | 2          | 7.333                     |         | 4         | 12        | 7          |
| 2016 | 118.900     | 208.264     | 57,1        | 20         | 19         | 1          | 5.945                     |         | 3         | 15        | 11         |
| 2019 | 128.425     | 225.000     | 57,1        | 21         | 19         | 2          | 6.115                     |         | 4         | 15        | 11         |
| 2021 | 135.000     | 236.600     | 57,1        | 25         | 23         | 2          | 5.400                     |         | 4         | 16        | 13         |